# Oskari Kekkonen
Oskari Johannes Orevillo Kekkonen (* 24. September 1999 in Kotka) ist ein philippinisch-finnscher Fußballspieler.

## Karriere

### Verein
Oskari Kekkonen erlernte das Fußballspielen in den Jugendvereinen von Peli-Karhut, Kotkan Työväen Palloilijat, Sudet, FC Lahti, Pallokerho Keski-Uusimaa und Seinäjoen JK. Hier kam er als Jugendspieler in den ersten Mannschaften zum Einsatz. Seinen ersten Profivertrag unterschrieb er am 1. April 2019 bei seinem Jugendverein Peli-Karhut. Bis Oktober 2021 spielte er bei den finnischen Vereinen PEPO Lappeenranta, Peli-Karhut und Kotkan Työväen Palloilijat. Im Oktober 2021 wechselte er zum philippinischen Erstligisten Azkals Development Team nach Manila. Hier stand er bis Ende Januar 2022 unter Vertrag. Am 25. Januar 2022 nahm ihn der ebenfalls in der ersten Liga spielende Kaya FC-Iloilo aus Iloilo City unter Vertrag. Im Januar 2023 kehrte er nach Finnland zurück. Hier stand er bis Sommer 2023 beim Drittligisten PK-35 Vantaa in Vantaa unter Vertrag. Im Juli 2023 zog es ihn wieder nach Asien, wo er in Thailand einen Vertrag beim Erstligisten Lamphun Warriors FC unterschrieb. Am 31. Mai 2025 stand er mit den Warriors im Finale des Thai League Cup. Hier traf man im BG Stadium auf Buriram United. Am Ende musste man sich mit 2:0 geschlagen geben.

### Nationalmannschaft
Oskari Kekkonen spielte 2017 dreimal für die finnische U18-Nationalmannschaft. Von 2021 bis 2022 trat er zehnmal für die philippinische U23-Nationalmannschaft an. Seit 2021 spielt er für die Nationalmannschaft der Philippinen. Sein Debüt gab er am 8. Dezember 2021 in einem Gruppenspiel der Südostasienmeisterschaft gegen Singapur.

## Erfolge
Lamphun Warriors FC
- Thailändischer Ligapokalfinalist: 2024/25